# Jakob Roggeveen
Jakob Roggeveen (Middelburg, Zelanda; 14 de enero  o 1 de febrero de 1659-ibídem, 31 de enero de 1729) fue juez, notario, teólogo y un explorador neerlandés, que como almirante de una expedición hecha bajo su mando fue el primer occidental en avistar Isla de Pascua el 5 de abril de 1722 durante un viaje de exploración en Oceanía. Fue también perseguido por el Estado e Iglesias protestantes Neerlandesas por difundir la doctrina de Pontiaan van Hattem, considerada como herejía por ser liberal y antidenominalista. 
En el siglo XVIII fue nombrado "Roggewein" por la literatura marítima y geográfica.

## Biografía

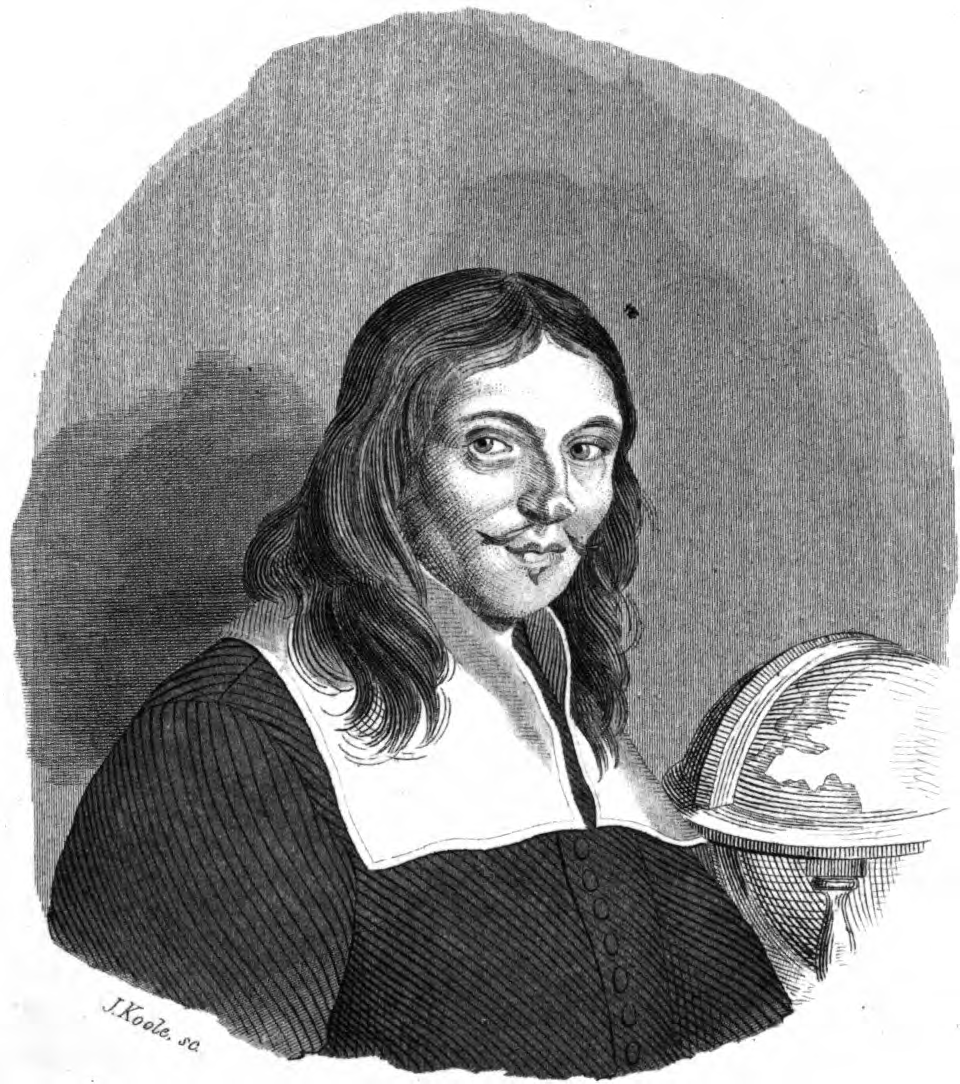
Arent Roggeveen padre de Jakcob

Su padre Arent Roggeveen era un mediador, un poeta, un matemático con muchos conocimientos de astronomía, geografía y la teoría de la navegación marítima. Fue cartógrafo en la Cámara de la Compañía de indias Orientales (VOC)  y, junto con su hijo Johan, investigó la desconocida Zuidland. Recibió una patente de la Compañía de la India Occidental alrededor de 1671 para un viaje de descubrimiento, pero debido a los desarrollados guerra franco-neerlandesa, el proyecto no continuó. Produjo un atlas de la costa oeste de América, pero murió en 1679. En última instancia, fue su hijo Jacob quien equipó tres barcos a la edad de 62 años y realizó el viaje.
Roggeveen se fue a Batavia en 1680 a trabajar como Juez. No se quedó mucho tiempo en Batavia, porque el 30 de marzo de 1683 se estableció como notario en Middelburg. El 12 de agosto de 1690 obtuvo su doctorado en derecho en la Universidad de Harderwijk. Jacob Roggeveen estaba casado con Marija Margaerita Vincentius. Fue enterrada el 20 de octubre de 1694 en Middelburg. En 1706, Jacob se unió a Compañía de indias Orientales y se fue a la India. Trabajó entre 1707 y 1714 como juez de justicia en Batavia. Se casó con Anna Adriana Clement por segunda vez, pero pronto se volvió viuda nuevamente.

#### La polémica hattemista
Pontiaan van Hattem influenciado por las ideas Spinoza y liberales, que publicó en su tratado o lecciones sobre el catecismo, el cual era anti-denominalista y profesaba la libertad de culto. El núcleo de la doctrina de los hattemistas fue que el hombre no puede actuar contra la voluntad de Dios y, por lo tanto, no puede ser un ser pecaminoso.Una implicación de ella era que los creyentes no podían obtener algo de Dios por oración. Para los calvinistas, esta doctrina fue igual al libertinismo o incluso el ateísmo, y por lo tanto inaceptable.
Incluso después de su muerte, el hatemismo siguió siendo sus partidarios hasta mediados del siglo 18, de los cuales Jacob Roggegeen no solo es el más conocido, si no que el que más esfuerzos puso para difundir esta vertiente de pensamiento a través de la correspondencia que mantenía este con el Van Hattem. 
En 1714 regresó a Middelburg. Aquí se desacreditó al apoyar al pastor liberal Pontiaan van Hattem publicando el libro "La caída del ídolo del mundo". El primer volumen apareció en Middelburg en cuatro partes entre 1718, 1719 y 1723. La segunda y tercera parte fue confiscada y quemada directamente por la administración de la ciudad de Middelburg.   [7] Después de que Roggeveen publicara los primeros escritos, se estableció en Arnemuiden, y el consejo de la iglesia incluso pidió a los Estados Generales medidas más fuertes, especialmente contra el alcalde de Arnemuiden, donde se concedió protección a Roggeveen. Lanzó la parte 4 de la serie después de vuelta de su viaje, creando una nueva controversia.

## Viaje de exploración de la Tierra Austral

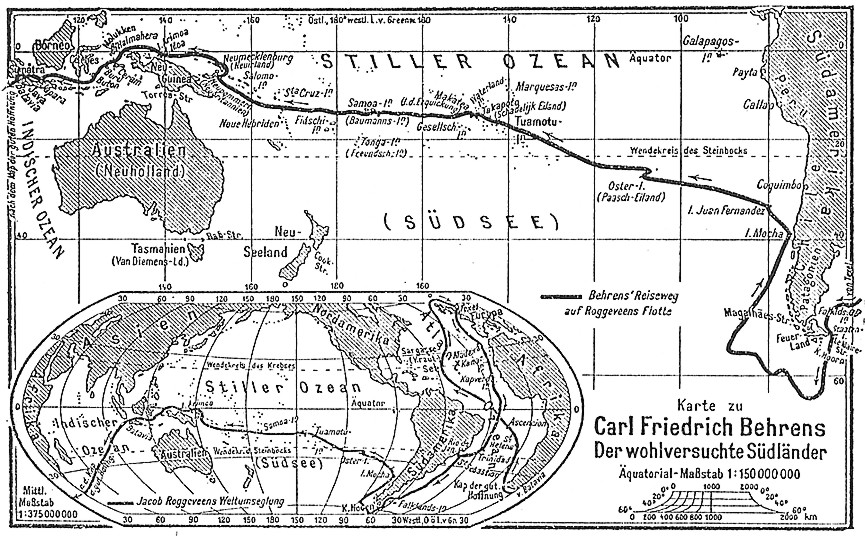
Carta que muestra la ruta del viaje de Roggeveen.

El 1 de agosto de 1721, partió de Texel al servicio de la Compañía de las Indias Occidentales. Roggeveen fue comandante de la expedición. Había tres barcos, dos fragatas el Águila y el Tienhoven y un barco más pequeño, un esquinero la galera Africana con Jan Coster, Cornelis Bouman y Roelof Rosendaal respectivamente como capitanes. Llegaron 244 hombres, 55 a 60 de ellos como soldados. Roggeveen viajó en el Arend y su objetivo era descubrir Terra Australis Incognita (Zuidland) y la Tierra de Davis. Navegó a través de las Islas Canarias y Cabo Verde, cruzó el Océano Atlántico, luego se ancló en noviembre de 1721 entre São Sebastiano y el islote de Ilhabela (Brasil) para abastecerse de alimentos frescos y leña. Debido a las tormentas en curso, los cañones más pesados fueron izados en la bodega.
En enero de 1722, navegó a través de Isla de los Estados alrededor del Cabo de Hornos al Océano Pacífico. En la costa de Chile visito la Isla Mocha y la encontró deshabitada, de allí Roggeveen se dirigió a las islas Juan Fernández el 25 de febrero. El 5 de abril de 1722 (domingo de Pascua), descubrió la isla Rapa Nui a la cual llamó Isla de Pascua. Luego navegó al oeste. La Galera Africana naufragó el 18 de mayo en el Atolón Takapoto, en el norte de las Islas Tuamotu (Polinesia Francesa). La tripulación y parte de la carga podrían salvarse. Navegaron más hacia el oeste y los días 2 y 3 de junio, la tripulación exploró la isla de Makatea en el noroeste del archipiélago de Tuamotu. El gran continente de Southland no se encontró, de hecho fue cuando la expedición falló.
El 3 de junio de 1722, Roggeveen consultó con los capitanes sobre la continuación del viaje. Simplemente regresar no fue posible porque los vientos dominantes eran desfavorables. Roggeveen vio tres opciones. Primero navegar hacia el sur, esperando que un viento del oeste los devuelva al Cabo de Hornos; o navegue más hacia el oeste y terminar en lo que luego se exploró el área sobre Nueva Guinea, las Molucas y así sucesivamente hasta Batavia. Una tercera opción fue la primera en navegar hacia el suroeste. Roggeveen conocía la existencia de Nueva Zelanda, cuya costa oeste ya había sido cartografiada, y allí esperaba encontrar suficiente comida fresca para navegar de regreso al Cabo de Hornos. Roggeveen prefería este plan, pero su capitán, Jan Coster, quería continuar hacia el oeste, hacia el área de la Compañía Neerlandesa de las Indias Orientales (VOC), porque la tripulación estaba agotada y colapsó en gran medida (menos de la mitad de la tripulación volvió con vida en los Países Bajos) . No había otra alternativa que ir a Batavia lo antes posible. Esto fue finalmente decidido por unanimidad.
El 4 de octubre de 1722, el Águila y Tienhoven llegaron a la rada de Batavia. Roggeveen fue encarcelado por el gobernador general Hendrick Zwaardecroon,  porque supuestamente violó el monopolio de la VOC, quien confiscó los dos barcos, la carga y los diarios de navegación.  La VOC se convenció más tarde para liberarlo, compensar sus daños y pagarle a su tripulación (y a los familiares sobrevivientes de la tripulación fallecida) sus honorarios porque la falta de comida y agua obligó a los dos barcos a entrar en el territorio de la VOC.

###### Diarios de Navegación
Debido a que la VOC confisco los diarios de navegación, la información acerca de este viaje no fue de inmediata como se acostumbraba en la época, dejando hasta hoy diarios de navegación perdidos de los oficiales. El libro que describe la mayor parte del viaje es de Carl Friedrich Behrens. En 1838 la Sociedad de Ciencias de Zelanda publicó los registros diarios de Roggeveen, llamados: Historia del día del viaje de descubrimiento por el Sr. Jacob Roggeveen, Middelburg, 1838, Sociedad de Ciencias de Zelanda. En 1911, también se publicó el diario del Capitán Bouman van de Tienhoven.

### Ruta del viaje
- Texel, Holanda, 1 de agosto de 1721.[11]
- Madeira, Cabo Verde, Brasil.
- Belgia Australis, hoy en día Malvinas.
- Cabo de Hornos
- Río Valdivia, 14 de febrero[13]
- Isla Mocha, 16 al 18 de febrero.[13]
- Archipiélago Juan Fernández, 16 de marzo de 1722.
- Isla de Pascua, 5 de abril del 1722. Exploran y describen la isla.[14]
- El Laberinto, Tuamotu:
  - Carlshoff o Bedrieglijk, hoy en día Tikei, 18 de mayo. La confunde con la isla Honden de Schouten.
  - Schadelijk Eiland (isla Perniciosa), hoy Takapoto, 20 de mayo.[11][15] Naufraga el Afrikaansche Galey y cinco marineros desertan.
  - Dageraad (Aurora), hoy en día Manihi, en la madrugada del 21 de mayo.
  - Avondstond y Meersorgh, hoy Apataki y Arutua en las islas Palliser.
  - Goede Verwachtinge (Buena Esperanza), hoy Rangiroa, 25 de mayo.[11]
  - Verkwikking (Recreación), hoy Makatea, descubierta el 1 de junio. Consiguen víveres.
- Islas de la Sociedad: Bora Bora y Maupiti, pero no se detiene.
- Vuyle (isla de los Pájaros), hoy atolón Rose, descubierta el 13 de junio.
- Islas Bouman, hoy islas Manu'a en Samoa, 14 de junio.
- Batavia, 4 de octubre de 1722.
- Texel, 11 de junio de 1723.

## Literatura
- Jacob Roggeveen. Twee jahrige reyze rondom de wereld met drie scheper (1721) door last v.d.: Nederl Westind, Maatschappen, Dortrecht 1728 (preferiblemente traducción al alemán en Friedrich Schulze-Maizier: Die Osterinsel, Insel-Verlag Leipzig 1926)
- Jacob Roggeveen. De val van's werelds afgod

- Carl Friedrich Behrens. Der wohlversuchte Südländer, Reise um die Welt 1721/22, Nachdruck bei Brockhaus-Verlag Leipzig 1923 (Behrens era el comandante de marinos en el Erdumseglung de Roggeveen)

- Werner P. Lange. Südseehorizonte. Eine maritime Entdeckungsgeschichte Ozeaniens. Urania, Leipzig 1983 (3.ª ed. 1990). ISBN 3-332-00365-8